# Symphonie no 81 de Joseph Haydn
La Symphonie no 81 en sol majeur Hob. I:81 est une symphonie du compositeur autrichien Joseph Haydn. Composée en 1784, elle comporte quatre mouvements.

## Analyse de l'œuvre
1. Vivace, en sol majeur, à , 179 mesures
2. Andante, en ut majeur, à 
, 60 mesures
3. Menuet, en sol majeur, à 
, 84 mesures
4. Allegro ma non troppo, en sol majeur, à , 141 mesures

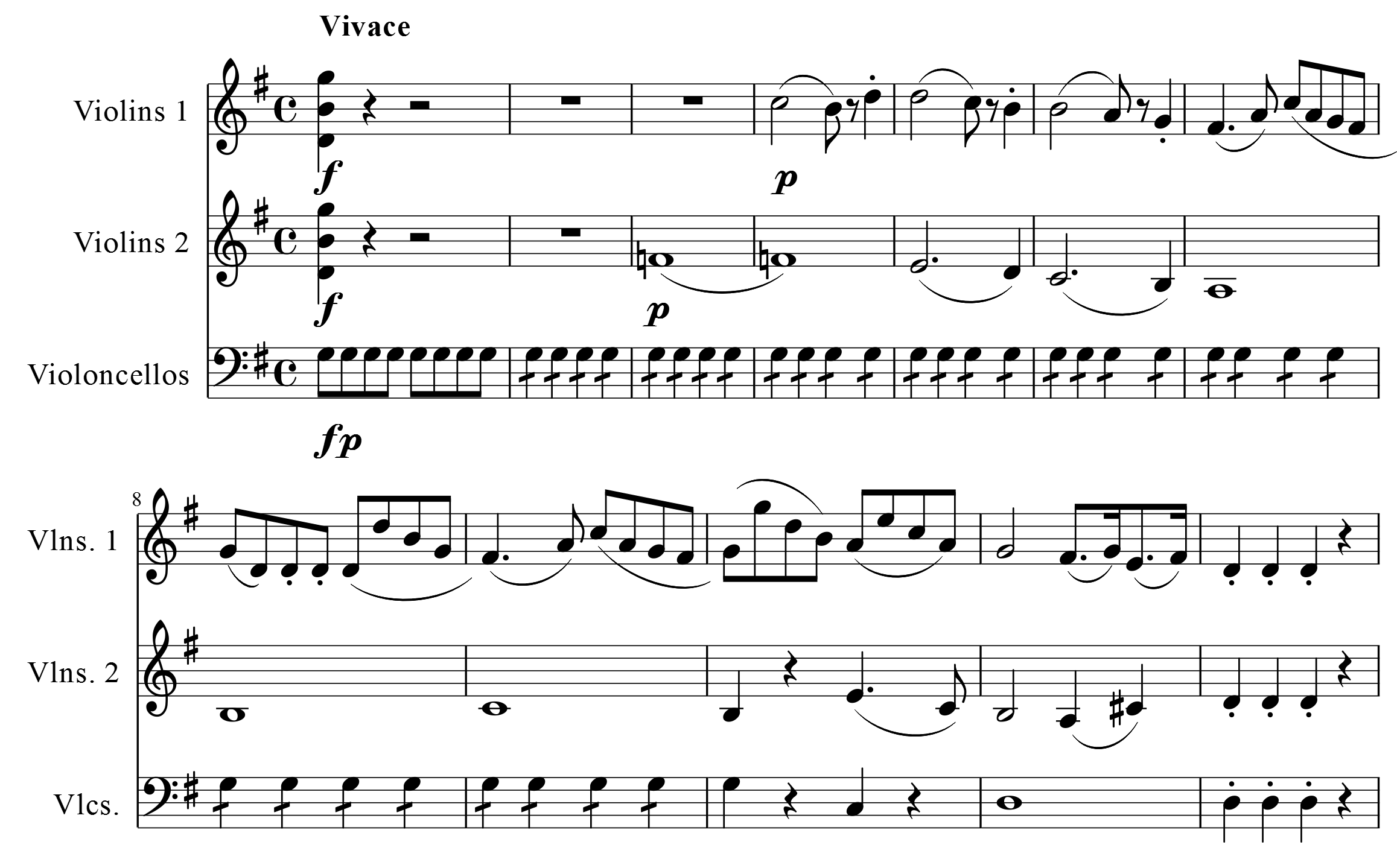
Début du Vivace

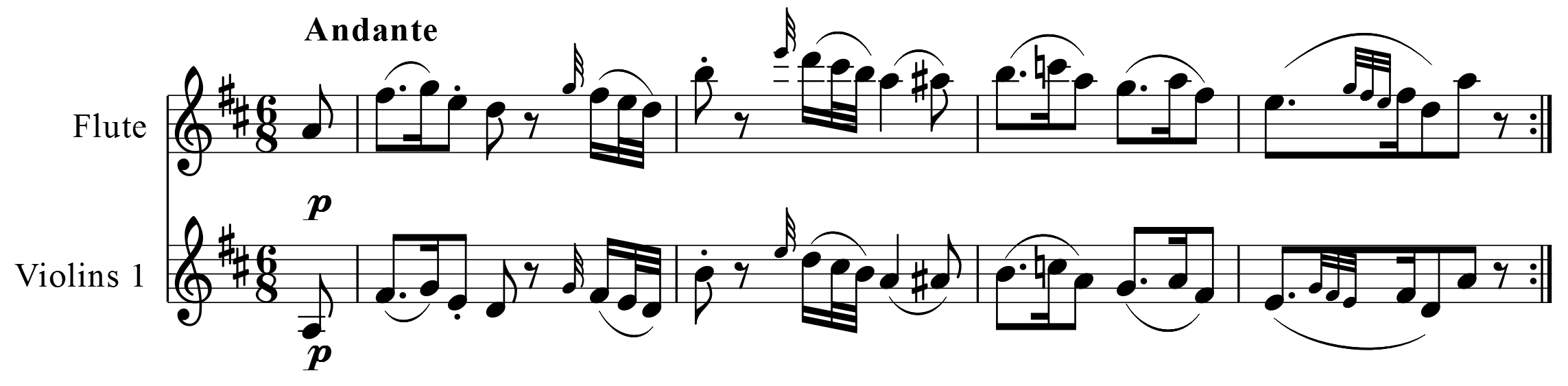
Début de l'Andante

Durée approximative : 30 minutes.

## Instrumentation
- une flûte, deux hautbois, deux bassons, deux cors, cordes.